# Estatut
Un estatut és qualsevol ordenament eficaç per obligar o regular, com un contracte o un testament. Un segon significat és el provinent dels països anglosaxons, on «statute» significa llei aprovada per un parlament.

## Normes generals
Un exemple, a Espanya, és el de l'Estatut dels Treballadors, que és el nom que rep la llei que regula les relacions laborals i els drets sindicals (formalment, la Llei és un reial decret legislatiu). També a Espanya, es poden esmentar als Estatuts d'Autonomia, que són les normes que regulen les competències de cada Comunitat Autònoma (hi ha un estatut per a cada comunitat). En aquest cas, el nom estatut implica que es tracta d'una norma especial, en la qual hi ha un sistema d'aprovació especial conjunta entre el parlament autonòmic i de l'estat.

## Estatuts d'una societat
En dret societari rep el nom d'estatuts aquella norma, acordada pels socis o fundadors, que regula el funcionament d'una persona jurídica, ja sigui una societat, una associació o una fundació. En general, és comú a tota mena d'organismes col·legiats, incloent-hi entitats sense personalitat jurídica.
Les seves funcions fonamentals, entre d'altres, són les següents:
- Regular el funcionament de l'entitat davant de tercers (per exemple, normes per a la presa de decisions, representants, etc.).
- Regular els drets i obligacions dels membres i les relacions entre aquests.

En aquest cas, la norma té efectes fonamentalment interparts.